# LIAZ 200
ЛІАЗ 200 — серія вантажівок, що вироблялися в Чехії компанією LIAZ з 1991 по 1994 рік, було випущено лише кілька сотень.
Серія ЛІАЗ 200 є фактично модернізацією серії типу LIAZ 100 і за зовнішнім виглядом практично не відрізняється від свого попередника. Змінено в основному з технічної точки зору, були зміни у двигуні, такі як його шумоізоляція і зберігання (двигун стоячий замість існуючого похилий), салон посадили на 4 см вище і тому з'явився прозір над бампером допоміжні кришки, які відрізняються від серії 100. Нові двосотні мали нову трансмісію.